# Szendrő
Szendrő es una pequeña ciudad en el condado de Borsod-Abaúj-Zemplén, al norte de Hungría, a 40 kilómetros de la capital del condado, Miskolc.

## Historia
Szendrő se menciona por primera vez en 1317. Recibe su nombre de su propietario, Szend. Szendrő es un apellido húngaro. El primer castillo de piedra del condado se construyó allí, y fue una importante fortaleza fronteriza durante la ocupación turca de Hungría, hasta que el príncipe Francisco II Rákóczi lo mandó destruir en 1707.
Szendrő fue la capital del comitatus entre 1613 y 1660, y el centro del distrito de Szendrő entre 1615 y 1930. La línea ferroviaria del valle de Bódva, que fue construida en el año 1896, impulsó su papel como ciudad de mercado.
Szendrő obtuvo el estatus de ciudad en 1996.

## Ciudades hermanadas
Szendrő está hermanada con:
- Leutershausen, Alemania